# Sankt Mauritius- och Lazarusorden

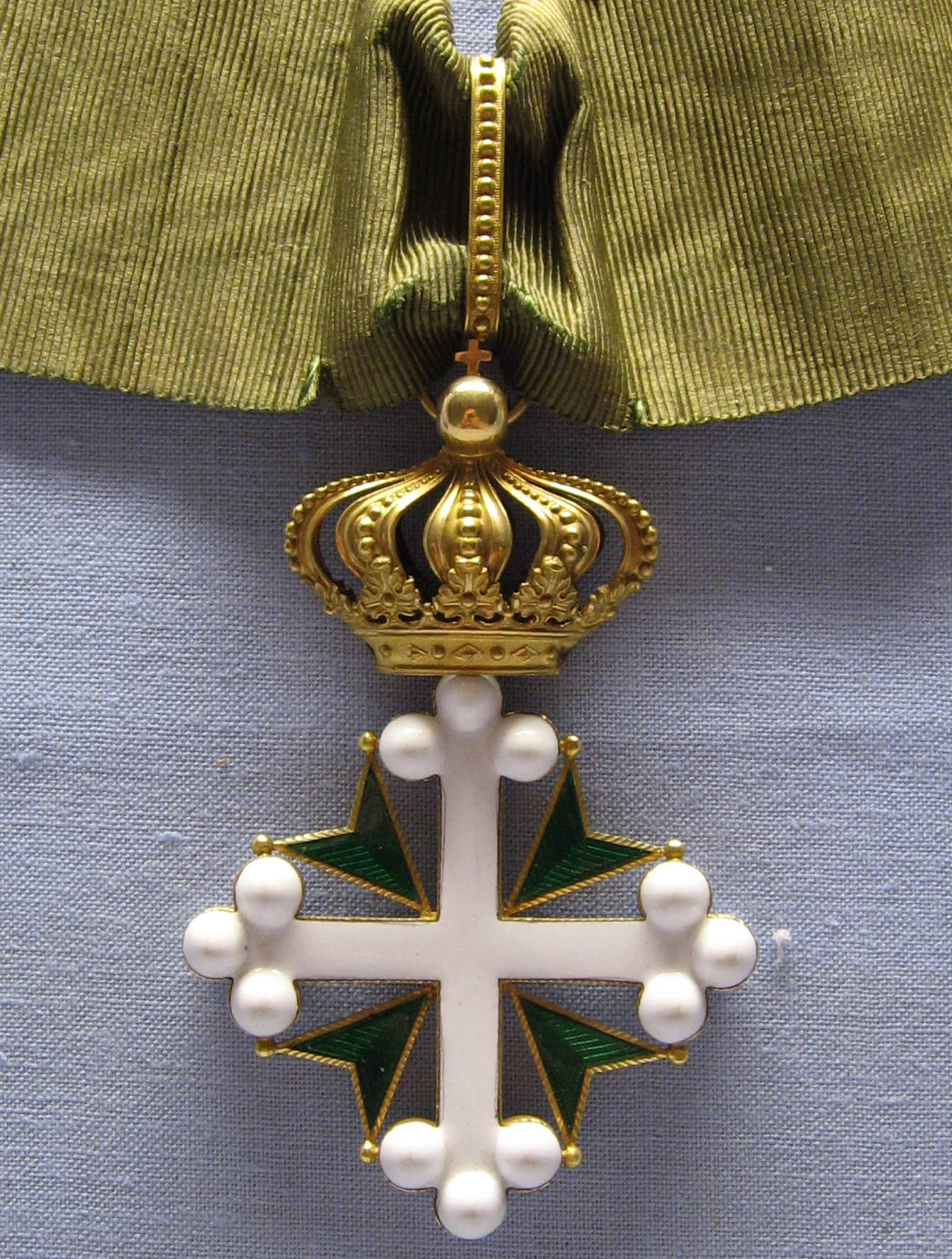
Kommendörskorset av Sankt Mauritius och Sankt Lazarusorden.

Sankt Mauritius och Sankt Lazarusorden (italienska: Ordine dei Santi Maurizio e Lazzaro), är en civil- och militärförtjänstorden som utdelas av Huset Savojen, kungahuset av Italien. Orden instiftades genom en förening av den ursprungliga korstågsorden Sankt Lazarusorden och Sankt Mauritiusorden 1572.
Orden lades vilande av den italienska republiken genom lag 1951. Huset Savojen hävdar dock att orden är en så kallad dynastisk orden och delar fortfarande ut den. Denna gren har idag cirka 2 000 medlemmar.

## Historia
Orden är uppkommen genom förening av Sankt Mauritiusorden (efter Savojens skyddspatron; se Tebaiska legionen), instiftad den 16 oktober 1434 av Amadeus VIII, Savojens förste hertig, och den av påven för det övriga Italien upphävda Sankt Lazarusorden den 13 november 1572. Den fick modernare form den 27 december 1816 av kung Viktor Emanuel I av Sardinien i fem klasser. Tecknet, vilket bärs i grönt band, utgörs av ett vitemaljerat klöverbladskors, vars fyra vinklar utfylls av de fyra armarna av ett grönemaljerat malteserkors.

## Grader
Orden är indelad i sex klasser för herrar:
- Storkors, som bär ordenstecknet på ett ordensband på höger axel samt kraschan på vänster bröst;
- Storofficer, som bär ordenstecknet i band om halsen samt kraschan på vänster bröst;
- Kommendör "jus patronato", som bär ordenstecknet i band om halsen samt bröstkors på vänster bröst;
- Kommendör, som bär ordenstecknet i band om halsen;
- Officer, som bär ordenstecknet på vänster bröst;
- Riddare, som bär ordenstecknet utan krona på vänster bröst;

samt tre klasser för damer:
- Storkors, som bär ordenstecknet i band med gyllene broderi på vänster bröst;
- Kommendör, som bär ordenstecknet på vänster bröst;
- Dam, som bär ordenstecknet utan krona på vänster bröst;

Så småningom blev det krav för en person att man skulle redan mottagit Sankt Mauritius- och Lazarusorden innan man kunde erhålla Annunziataorden.

## Insignier
- Ordenstecknet är förgyllt och består av ett vitemaljerat klöverbladskors (Sankt Mauritius kors), med en grön-emaljerat malteserkors (Sankt Lazarus kors) placerat i ett andreaskors mellan klöverbladskorsets armar. Ordenstecknet för varje klass utom riddare och dam toppas av en förgylld krona.

- Kraschan ett silverfacetterad stjärna med åtta uddar för stora korset och fyra uddar för storofficer, och med ordenstecknet (minus kronan) ovanpå det.

- Bröstkorset för kommendörens "jus patronato" grad är identisk med ordenstecknet, minus kronan.

- Släpspännet är grönt med små variationer för de olika graderna:

| Släpspänne | Grad (Svenska)                                    | Fullständig titel på italienska                                                                   |
| ---------- | ------------------------------------------------- | ------------------------------------------------------------------------------------------------- |
|            | Storkors                                          | Cavaliere di Gran Croce dell'Ordine dei Santi Maurizio e Lazzaro                                  |
|            | Kommendör av 1:a klassen (sedan 1865 Storofficer) | Commendatore di prima classe (dal 1865 Grande Ufficiale) dell'Ordine dei Santi Maurizio e Lazzaro |
|            | Kommendör                                         | Commendatore dell'Ordine dei Santi Maurizio e Lazzaro                                             |
|            | Officer                                           | Ufficiale dell'Ordine dei Santi Maurizio e Lazzaro                                                |
|            | Riddare                                           | Cavaliere dell'Ordine dei Santi Maurizio e Lazzaro                                                |
|            | Mauritiska medaljen (inte medlemmar av orden)     | Medaglia Mauriziana pel Merito Militare di dieci lustri                                           |

Den tidigare relaterade mauritiska medaljen för 50 års militära förtjänster, som instiftades 1839, var en av få medaljer som inte avskaffades republiken och blev mauritiska medaljen för militära meriter i femtio års militärkarriär 1954.